# Distrito histórico del centro de Attalla
El Distrito histórico del centro de Attalla es un distrito histórico ubicado en Attalla, Alabama, Estados Unidos.

## Descripción
La ciudad fue fundada en 1870 a lo largo del ferrocarril de Alabama y Chattanooga. Rápidamente se convirtió en un importante centro de exportación de mineral de hierro. Después de los incendios de 1887 y 1891, la mayoría de los edificios de armazón del centro fueron reemplazados por estructuras de ladrillo. Los edificios más antiguos del distrito, que datan de las décadas de 1880 y 1890, están construidos en estilo victoriano popular, con cornisas en voladizo y otros elementos decorativos. Los edificios posteriores tienen estilos comerciales de ladrillo más sencillos, mientras que otros se construyeron con estilos más académicos, incluido el Teatro Etowah (hoy conocido como "Country Music Opera House") de estilo streamline moderne y el edificio de la oficina de correos de estilo neocolonial británico. El distrito fue incluido en el Registro de Monumentos y Patrimonio de Alabama en 2011 y en el Registro Nacional de Lugares Históricos en 2013.